# ثيودور تايلور (كاتب)
ثيودور تايلور (بالإنجليزية: Theodore Taylor)‏‏ (23 يونيو 1921 في ستيتسفيل - 26 أكتوبر 2006 في لاغونا بيتش، أورانج، كاليفورنيا) كاتب، وروائي، وكاتب للأطفال من الولايات المتحدة.

## الجوائز
- جائزة إدغار

## روابط خارجية
- ثيودور تايلور على موقع IMDb (الإنجليزية)
- ثيودور تايلور على موقع أول موفي (الإنجليزية)
- ثيودور تايلور على موقع قاعدة بيانات الفيلم (الإنجليزية)